# Ayodelé Ikuesan
Ayodelé Ikuesan (París, França, 15 de maig de 1985) és una atleta francesa, especialista en la prova de 4x100 m en la qual va arribar a ser subcampiona europea el 2014.

## Carrera esportiva
Al Campionat Europeu d'Atletisme de 2014 va guanyar la medalla de plata en els relleus 4x100 metres, amb un temps de 42,45 segons, arribant a meta després de Regne Unit (or) i per davant de Rússia (plata), sent les seves companyes d'equip: Céline Distel-Bonnet, Stella Akakpo i Myriam Soumaré.